# Melody's Echo Chamber
Melody's Echo Chamber é um projeto de gêneros dream pop/rock psicodélico da música francesa Melody Prochet.
Quando o projeto anterior de Prochet, My Bee's Garden, apoiou Tame Impala em sua turnê pela Europa em 2010, Prochet colaborou com Kevin Parker para produzir seu novo material solo: Melody's Echo Chamber. O material foi gravado no estúdio improvisado de Parker em Perth, na Austrália, e na casa à beira-mar da avó de Prochet, no sul da França. O álbum de estréia auto-intitulado foi lançado em Fat Possum Records, no outono de 2012.
Em 2013, o álbum de estreia atingiu a posição 61 no US Billboard Heatseekers Album Chart. A Revista Q magazine deu ao álbum uma avaliação 8/10, chamando-o de um "intoxicante musical que vale a pena experimentar por si mesmo". Dom Gourlay, do Drowned In Sound, premiou o álbum com 9/10 e afirmou: "Não importa o que aconteça daqui em diante, ela pode descansar segura na certeza do conhecimento de que, juntamente com seu namorado, eles criaram um dos melhores debuts de 2012 ou de qualquer outro ano na memória recente."

Em outubro de 2014, Melody's Echo Chamber lançou "Shirim", o primeiro single de seu próximo álbum. Em dezembro de 2014, foi anunciado que iria tocar no Levitation, no Austin Psych Fest 2015, em Austin, Texas, mas sua presença mais tarde foi cancelada devido a problemas de visto.
Em abril de 2017, Melody Prochet lançou uma nova faixa no Youtube chamado Cross My Heart, e anunciou um novo álbum chamado Bon Voyage, que ela está produzindo de forma independente. Bon Voyage será lançado dia 15 de junho de 2018. Logo após o lançamento do disco precisou cancelar a turnê que faria para divulgá-lo, que inclusive passaria pelo Brasil, após sofrer um acidente que ocasionou em um aneurisma cerebral e rompimento de uma vértebra.

## Discografia

### Álbuns
- Melody's Echo Chamber (2012)
- Bon Voyage (2018)
- Emotional Eternal (2022)
- Unfold (2022)

### Singles
- "Shirim" (2014)